# 廉政公署總部大樓

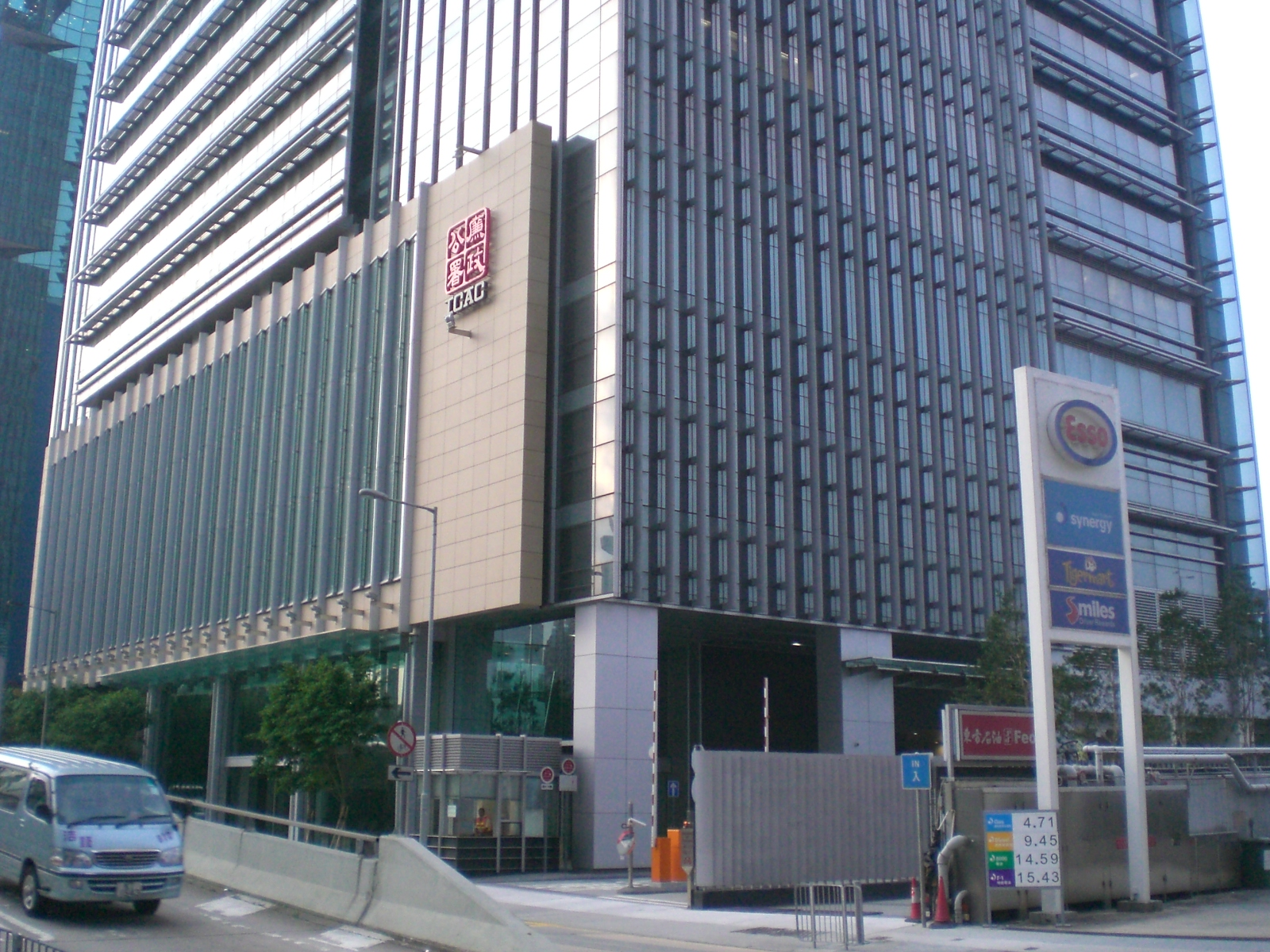
廉政公署大樓入口

廉政公署總部大樓（亦稱廉政公署大樓，簡稱新廉署總部，亦稱ICAC Building，簡稱ICAC HQ Building）位於香港香港島北角七姊妹渣華道303號，由香港政府建築署外判給予關善明建築師設計，前身為民康街遊樂場，東臨一個加油站及渣華道321號（即柯達大廈），北望東區走廊、維多利亞港及九龍東沿海。廉政公署總部大樓為廉政公署的總部，耗資近7億港元興建，樓高25層，整棟大樓設有大量玻璃幕牆。大樓於2007年12月8日啟用，而本大樓曾暫借予香港海關使用至總部遷至北角為止。

## 歷史
廉政公署成立初期，各部門辦事處分散於不同的商業大廈。1988年，廉政公署首次提出興建廉政公署大樓，香港政府於1994年支持最終提案；於1995年開始選擇地址，最後決定將民康街遊樂場剷平以興建大樓。
2003年5月21日，政府向立法會工務小組委員會提交文件，興建廉政公署總部大樓。6月13日，立法會財務委員會通過撥款7億3110萬港元興建廉政公署總部大樓。2004年8月，判授建造工程合約，由瑞安建業投得。此前，廉政公署執行處辦公室位於香港島金鐘美利道停車場大廈（原址移交中西區區議會），其他部門則位於鄰近的東昌大廈。
2005年1月27日，廉政公署總部大樓舉行動工儀式。
廉政公署總部大樓於2007年12月8日由行政長官曾蔭權、廉政專員湯顯明、最高人民檢察院檢察長賈春旺及廉政公署執行處首長兼任副廉政專員李銘澤主持開幕儀式。
2009年2月15日及22日，廉政公署總部大樓首度舉行開放日。此後，廉政公署總部大樓舉辦了至少十次開放日。
2024年9月，有上海遊客在廉政公署總部大樓冒充廉政公署調查員，並自製委任證。廉政公署提醒冒充廉署人員是刑事犯罪行為，一經定罪，最高可被判處監禁一年及罰款25,000元。
2024年11月15日，廉政公署總部大樓地下大堂開設咖啡廳，名為「一九七四」，並由保良局以非牟利方式營運，以紀念廉政公署於1974年成立。咖啡廳將出售三款咖啡，其咖啡豆分別來自雲南省、非洲及越南。咖啡廳設有港產片海報、霓紅燈等老香港元素以及互動設施，並展出部分從未公開的證物和案件調查工具，同時加設電子自拍機方便遊客留念。

## 設施
- 廉政公署執行處（10-20樓）
- 社區關係處（8樓及20樓）
- 防止貪污處（5樓及20樓）
- 行政總部（3樓及8樓）辦公室和訓練學校，
  - 扣留中心
  - 行動控制室
  - 舉報中心
  - 列隊認人室
  - 錄影會面室（共30間）
  - 室內射擊場
  - 槍房和證物房
  - 培訓設施
    - 電腦教學室
    - 模擬法庭
    - 模擬錄影會面室
    - 小組討論室
    - 課室
    - 其他輔助設施
- 多用途訓練館（4樓）
- 設有200座位的多用途演講廳、展覽室（2樓）
- 膳食設施、共4層及提供137個停車泊位和上落客貨區的停車場
- 「一九七四」咖啡廳

## 圖片集

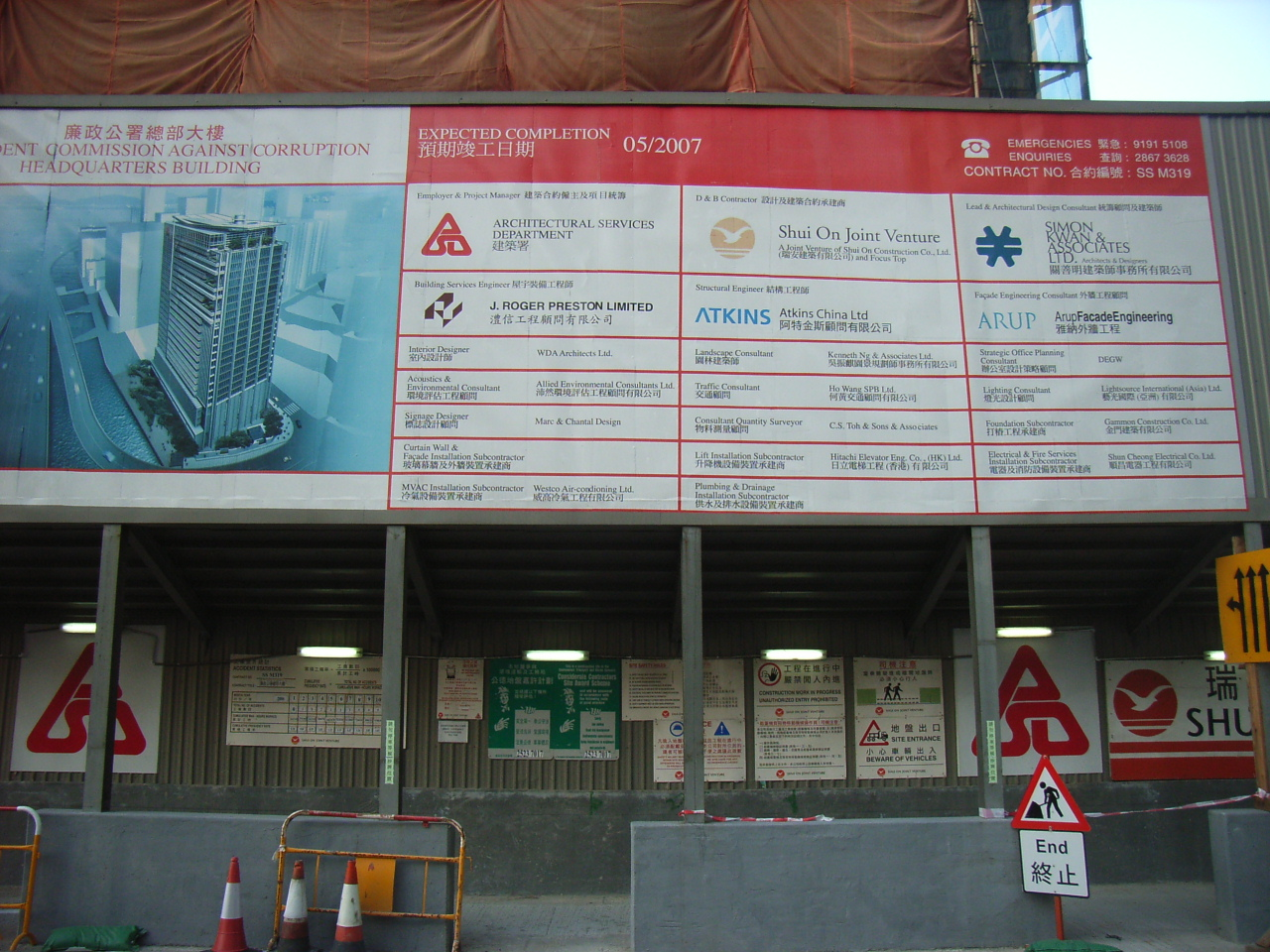
新廉政公署總部大樓的項目資料
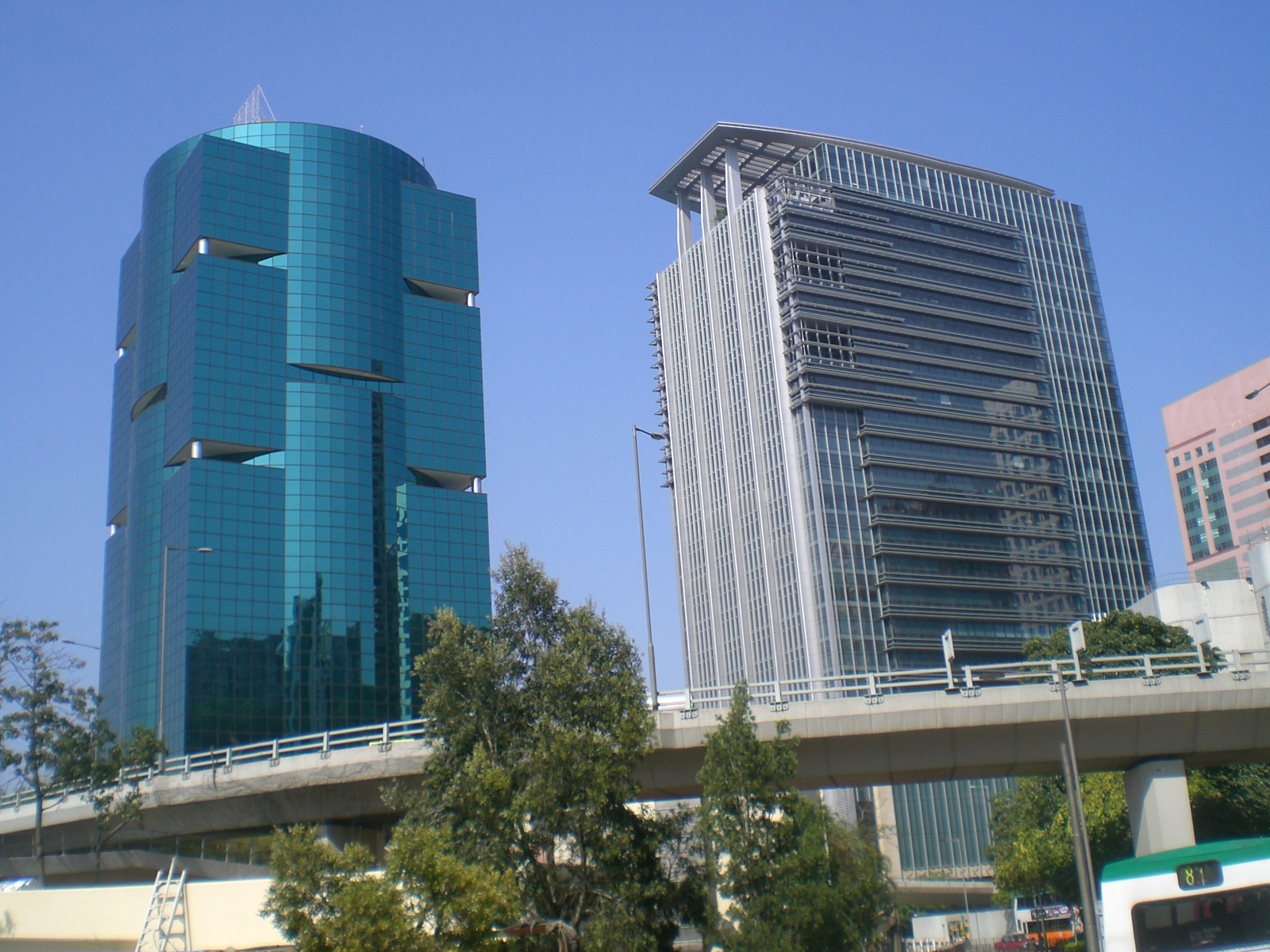
廉政公署大樓毗鄰嘉華國際中心、東區走廊
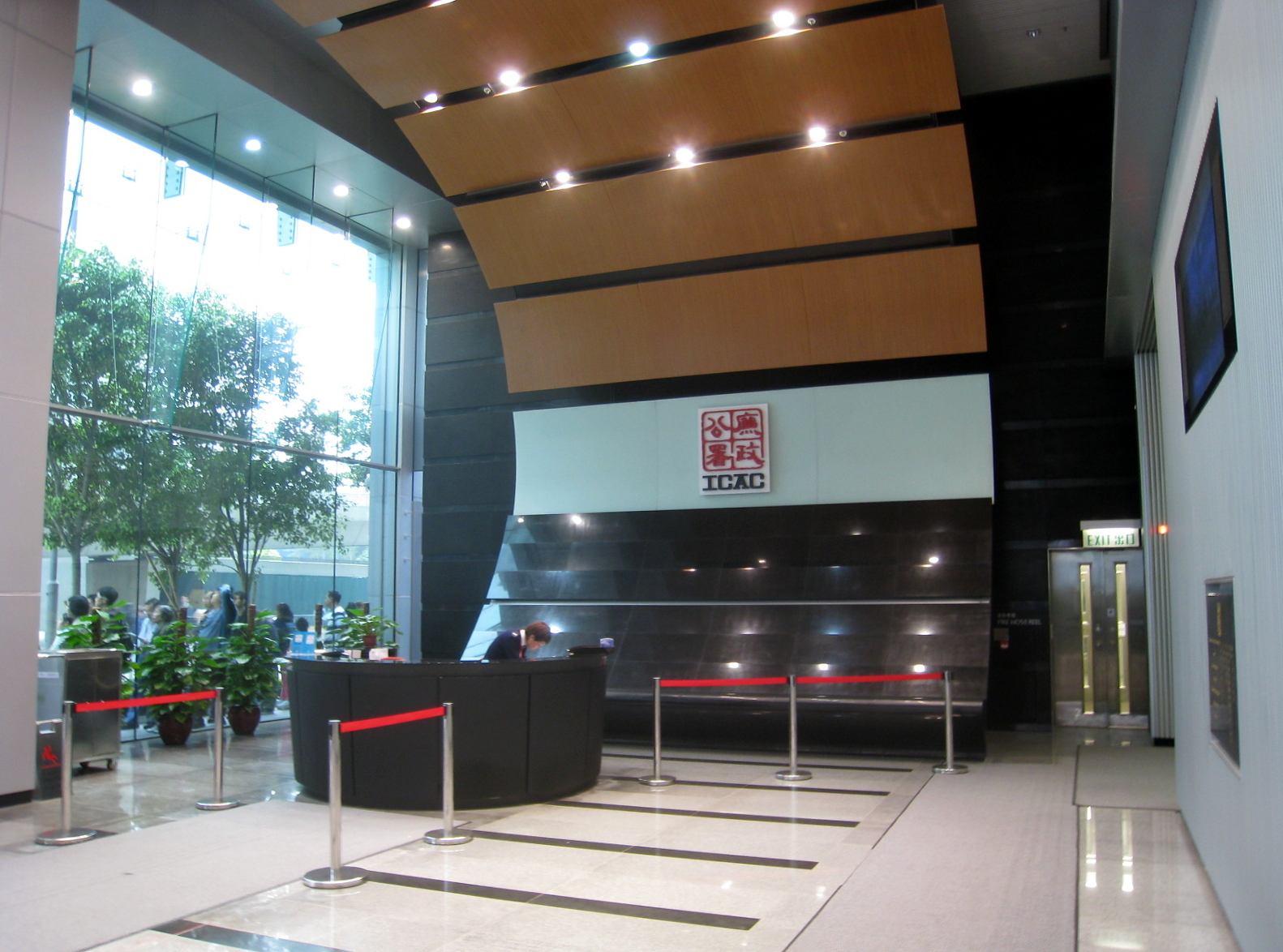
廉政公署大樓入口大堂接待處
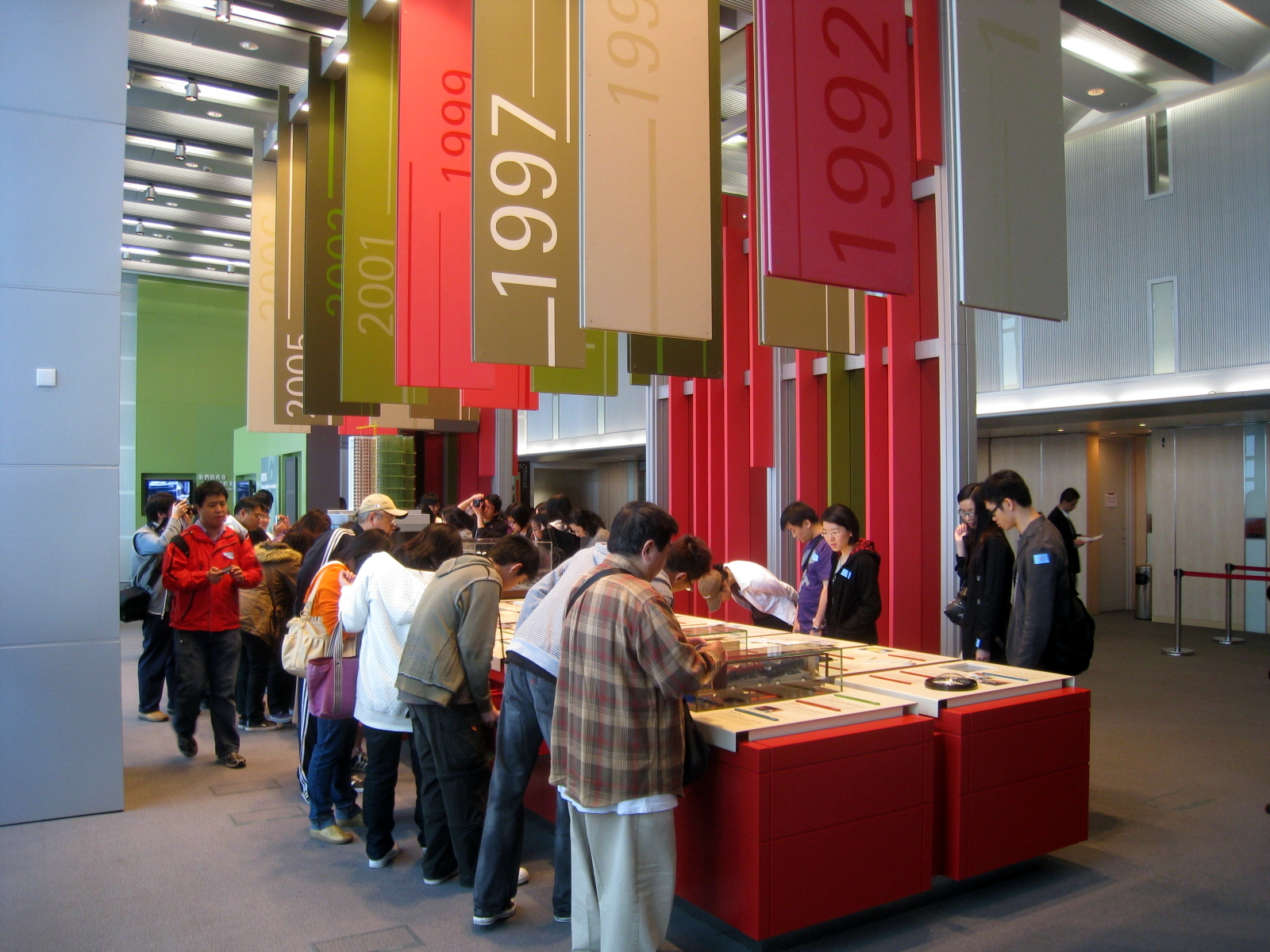
廉政公署大樓2樓展覽廳
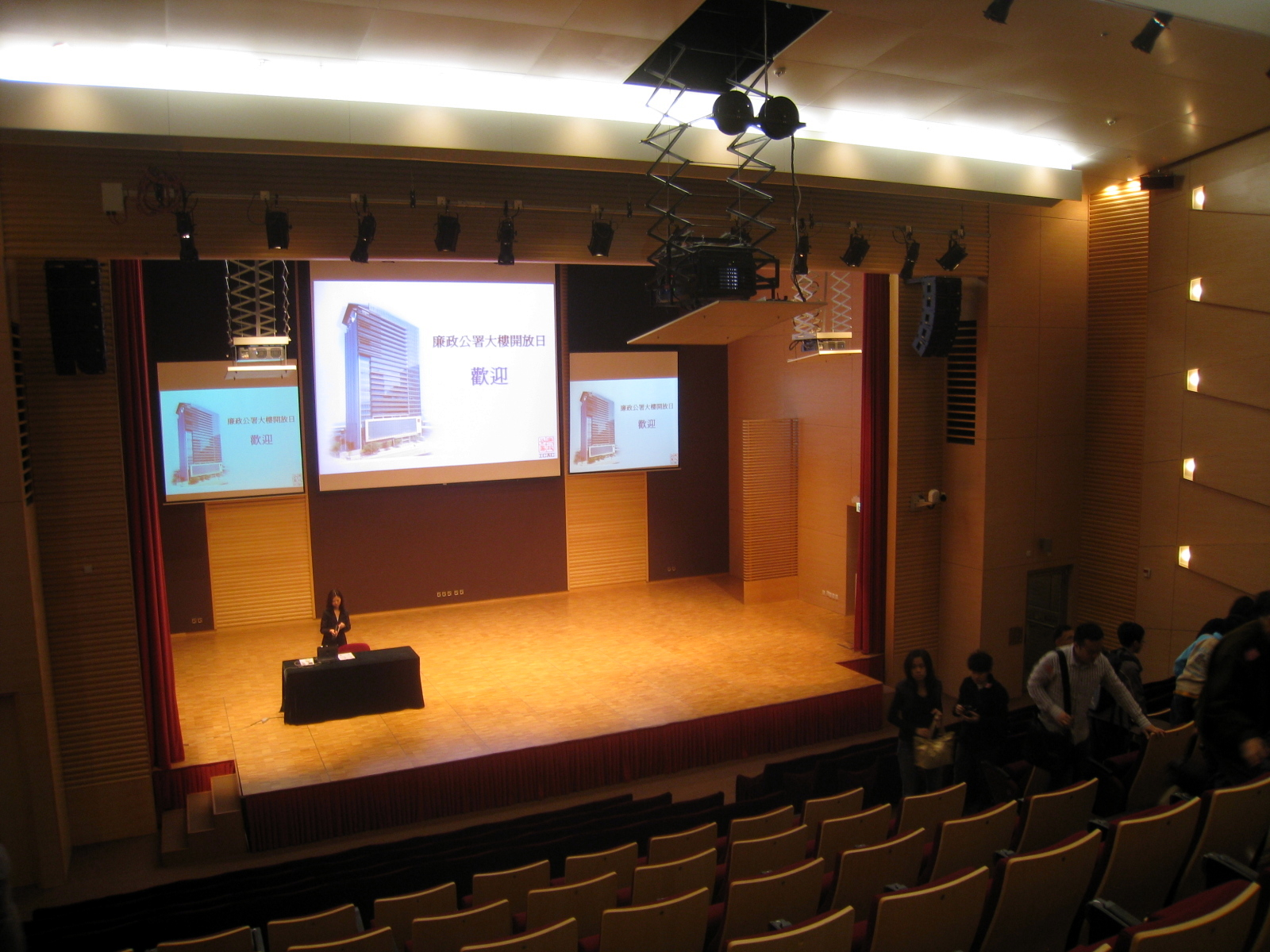
廉政公署大樓2樓多用途演講廳
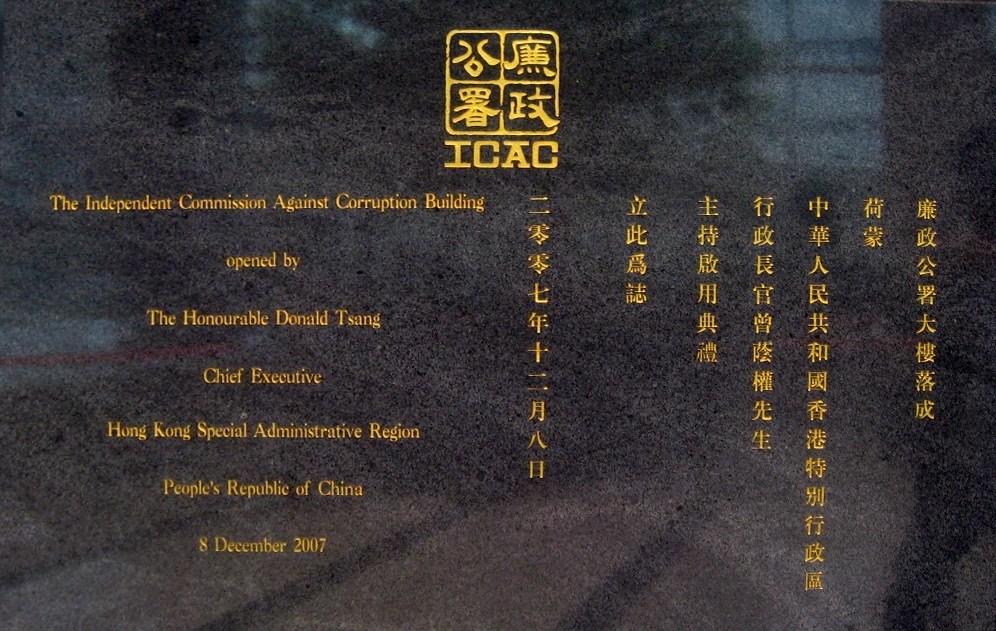
廉政公署大樓的地下大堂紀念碑
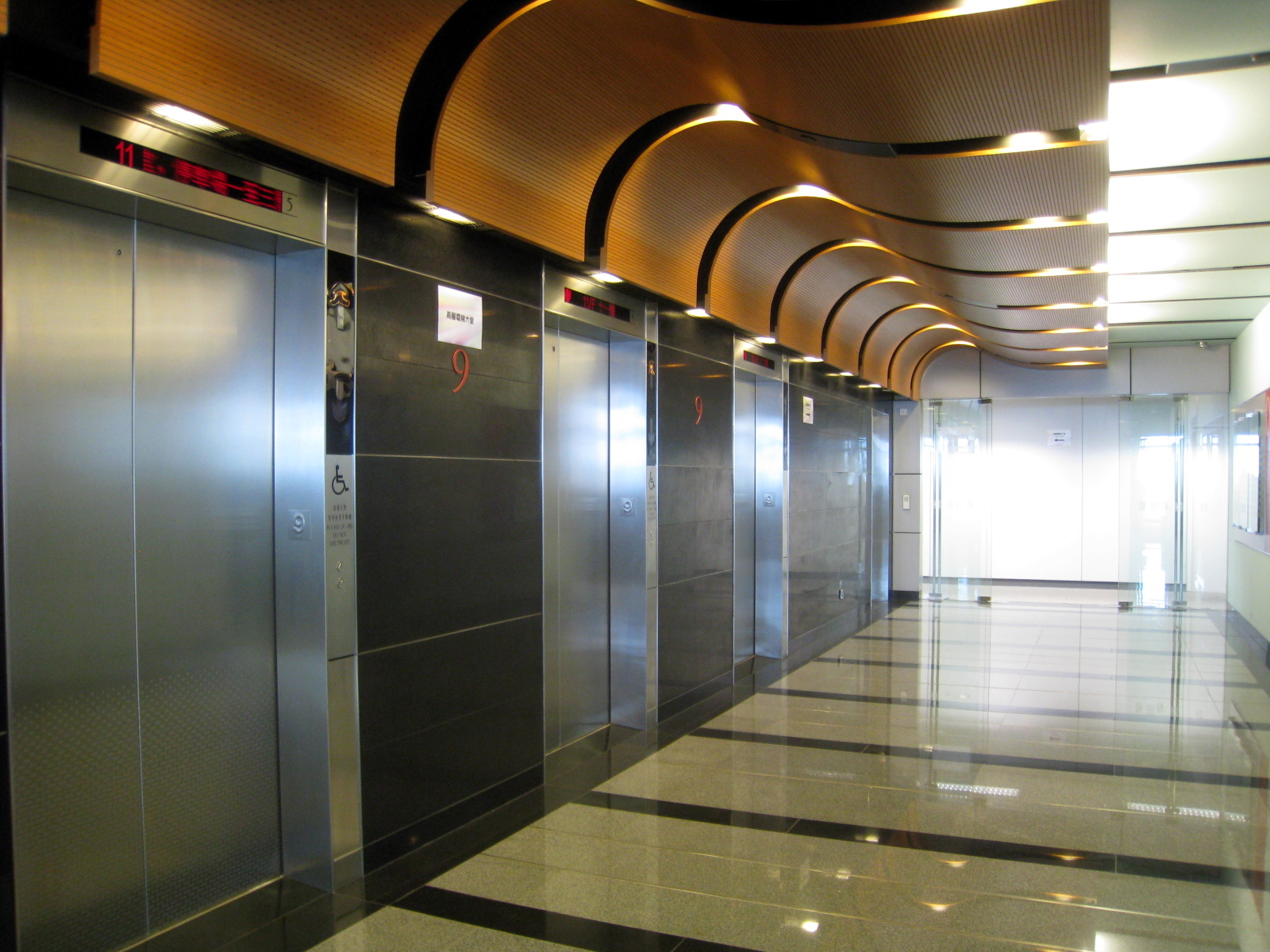
廉政公署大樓9樓升降機大堂
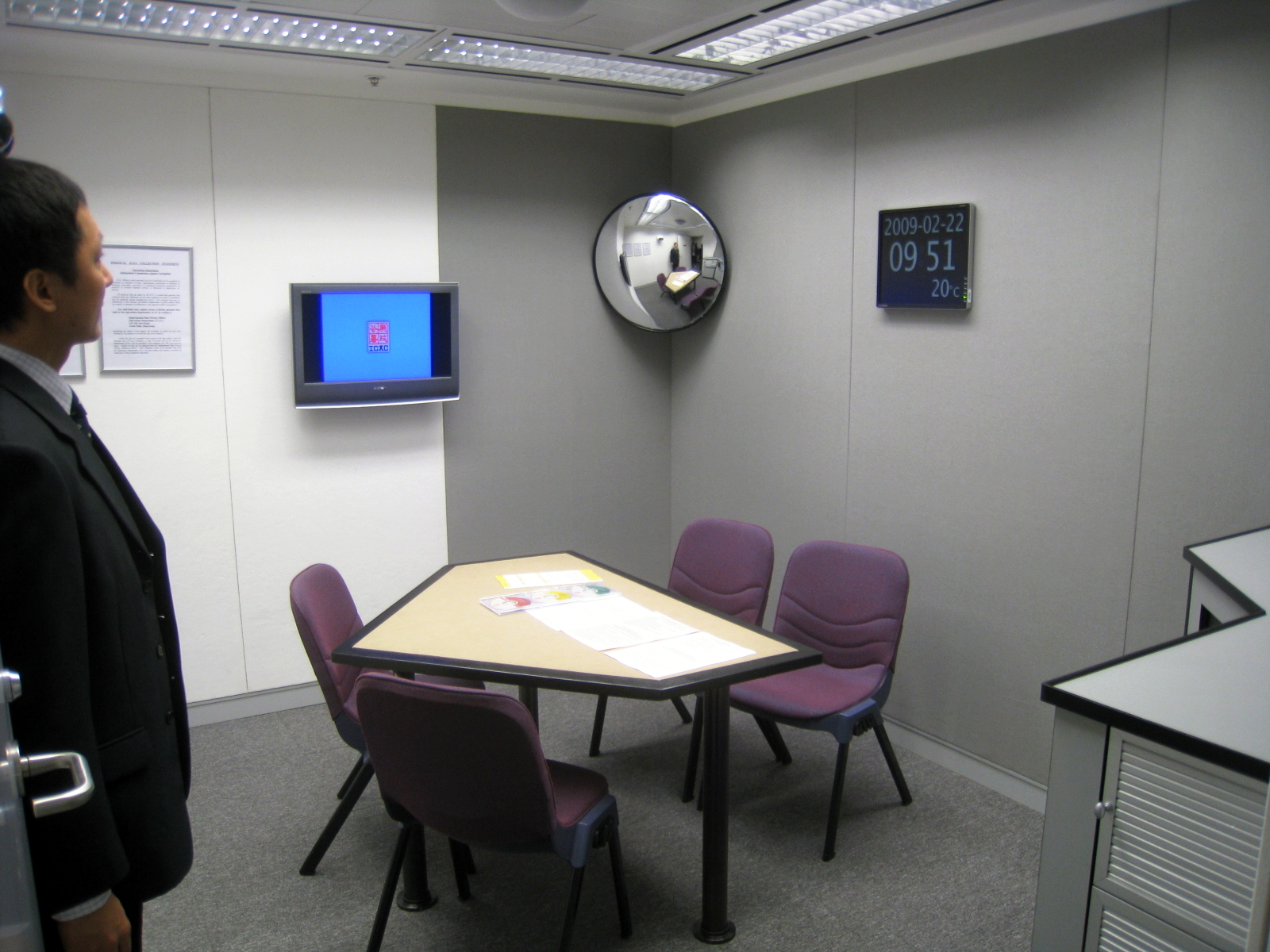
廉政公署大樓6樓錄影會面室
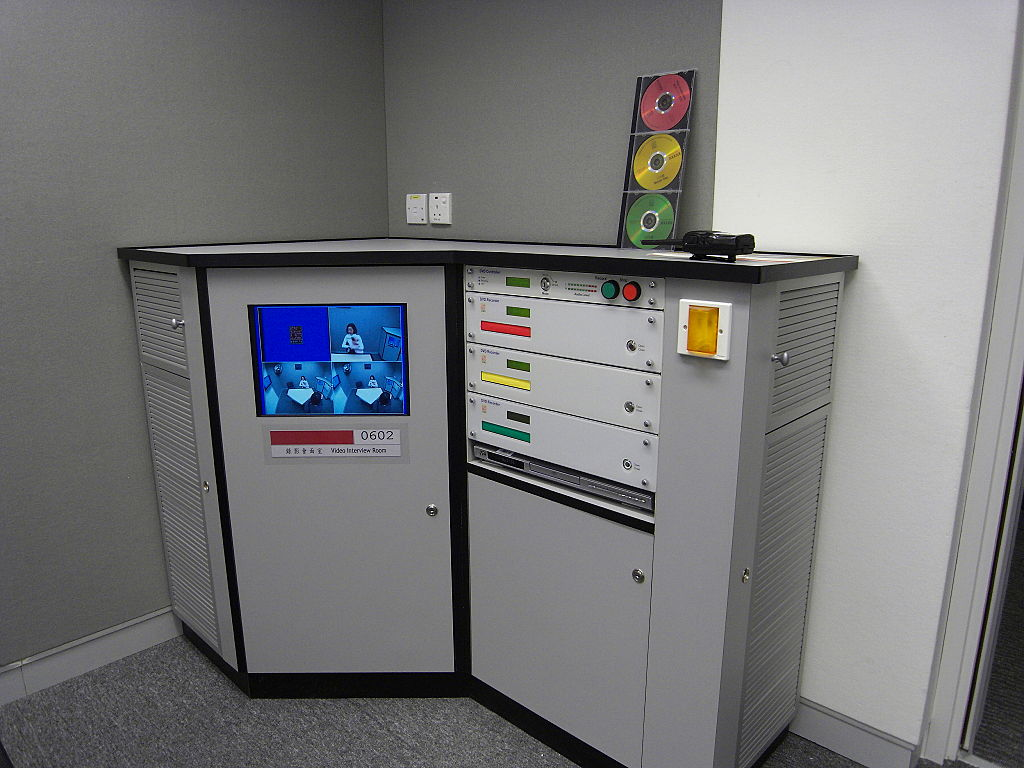
錄影會面室採用數碼化系統
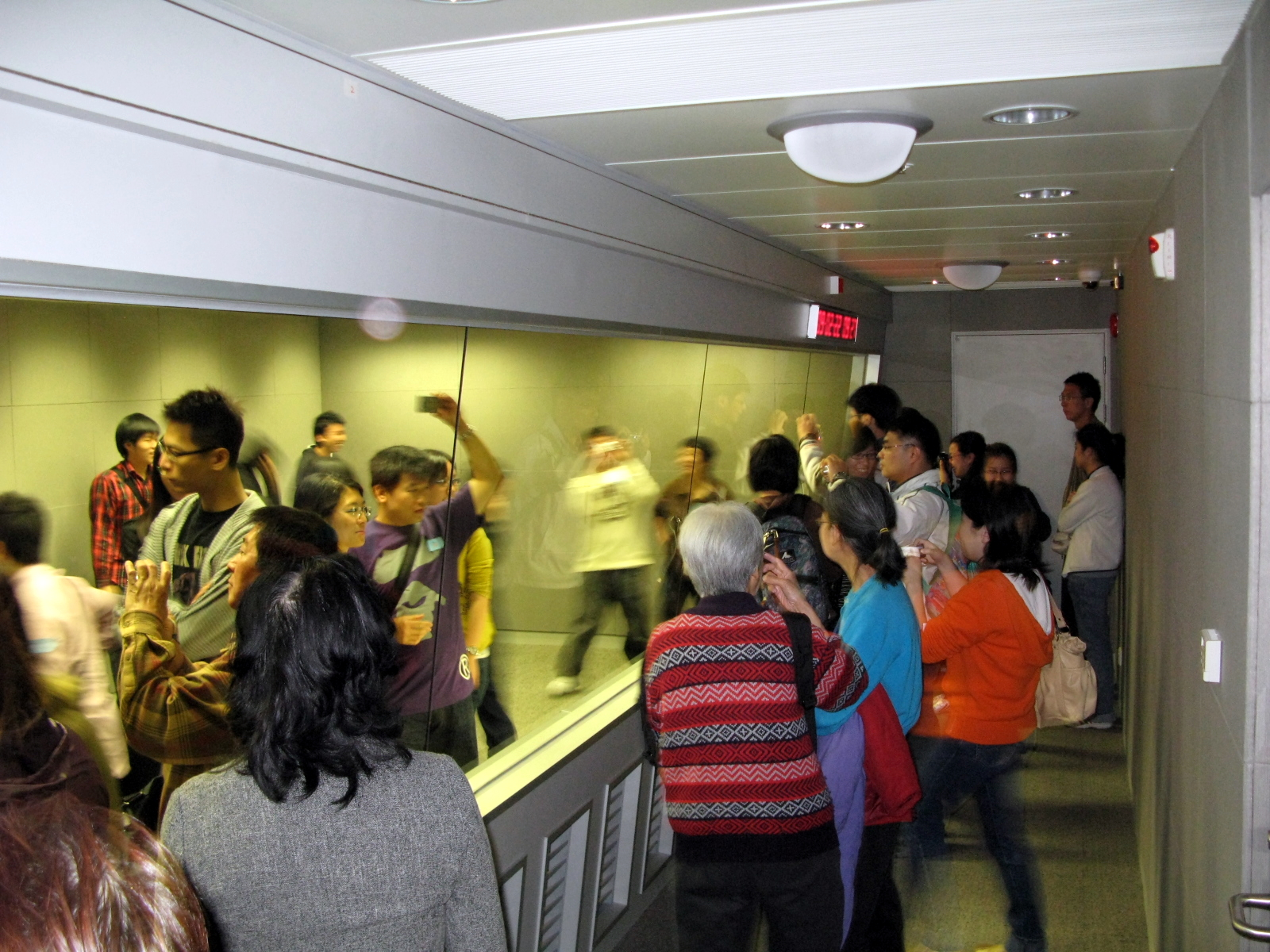
廉政公署大樓11樓列隊認人室

## 外部連結
- 廉政公署大樓介紹 （页面存档备份，存于）
- 廉政公署大樓位置圖 （页面存档备份，存于）

22°17′35″N 114°12′20″E / 22.29306°N 114.20556°E